# Stadio Luigi Ferraris
Lo stadio Luigi Ferraris è un impianto sportivo di Genova.
Colloquialmente noto anche come stadio di Marassi dal nome del quartiere genovese dove sorge, è il più antico impianto calcistico d'Italia in attività al 2025, essendo stato inaugurato nel 1911.
Ha una capienza di 33 205 posti dopo la ristrutturazione del 2019 della tribuna superiore, che ha ridotto i precedenti circa 36 599. Nel suo periodo di capacità massima era in grado di ospitare circa 60 000 spettatori.

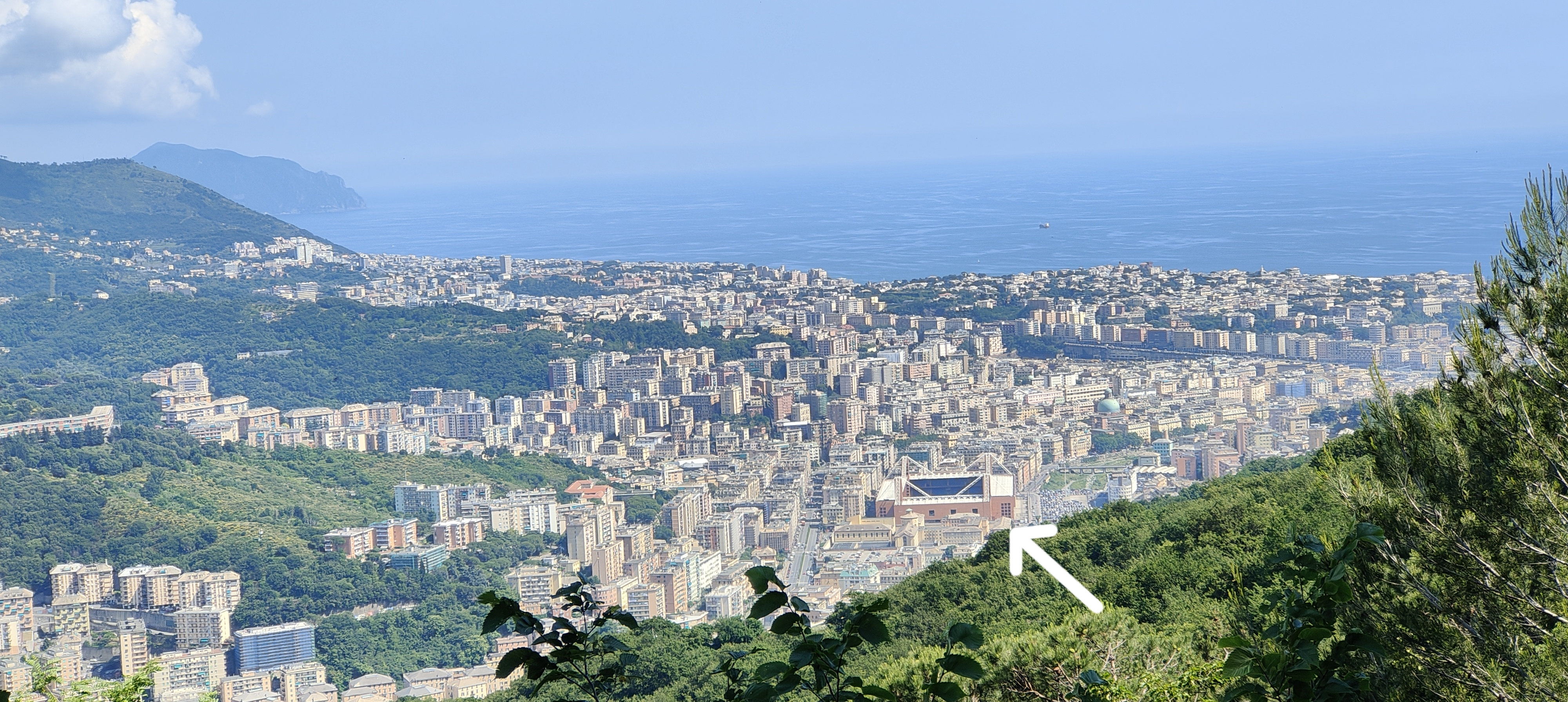
Lo stadio (indicato dalla freccia) visto dal Righi

Il Ferraris è sede degli incontri interni delle due maggiori squadre di calcio cittadine, il Genoa e la Sampdoria.
Di proprietà comunale, è dal 2016 al 2022 in gestione alla società Luigi Ferraris s.r.l., paritariamente posseduta dai due club calcistici cittadini che ne usufruiscono.
L'impianto fu sottoposto a diverse ristrutturazioni, la più importante delle quali tra il 1987 e il 1989, quando fu adeguato per ospitare incontri del campionato mondiale di calcio 1990 del quale l'Italia fu Paese organizzatore; in tale occasione divenne uno stadio completamente coperto e, per permettere l'uso della struttura in maniera continuativa, non esistendo in città altri impianti idonei a sostenere l'affluenza, singole sezioni della stessa furono demolite e ricostruite a turno onde avere sempre settori agibili.
A livello internazionale ha ospitato numerosi incontri della nazionale italiana di calcio e talora anche di quella di rugby, nonché alcuni concerti musicali.

## Storia

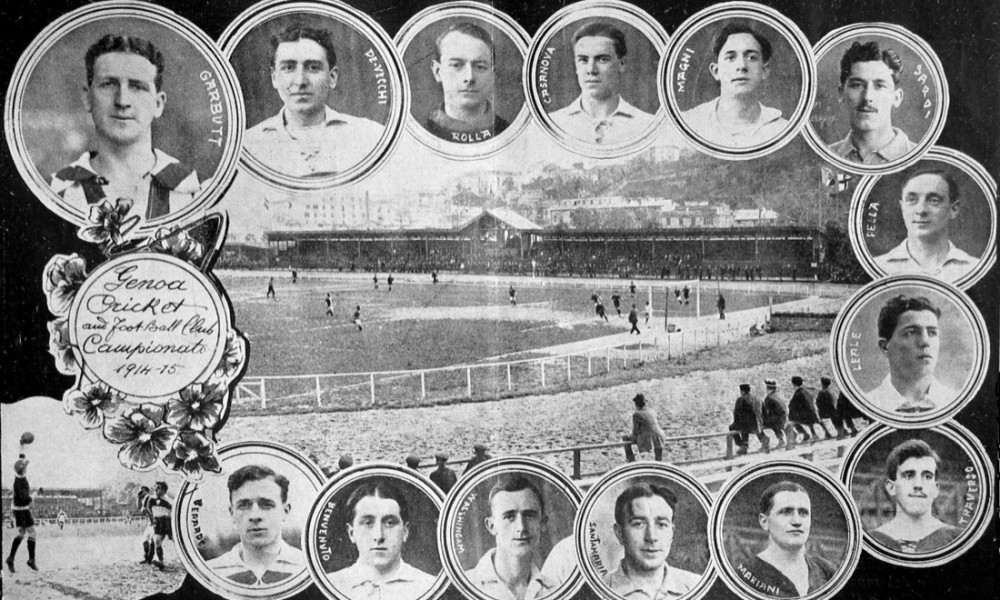
Medaglione del Genoa campione 1914-1915, è visibile una tribuna coperta dell'allora Campo di Via del Piano

L'inizio dell'edificazione dello stadio è incerta, ma generalmente viene scelto come giorno simbolico il 10 luglio 1910.
In tale data il presidente del Genoa Edoardo Pasteur accettò la proposta del marchese Musso Piantelli, socio della giovane compagine anglo-italiana, di costruire un campo da calcio all'interno del galoppatoio situato nel terreno di sua proprietà nel complesso della Villa Centurione Musso Piantelli, residenza cinquecentesca tuttora esistente a ridosso dell'ingresso dei distinti.

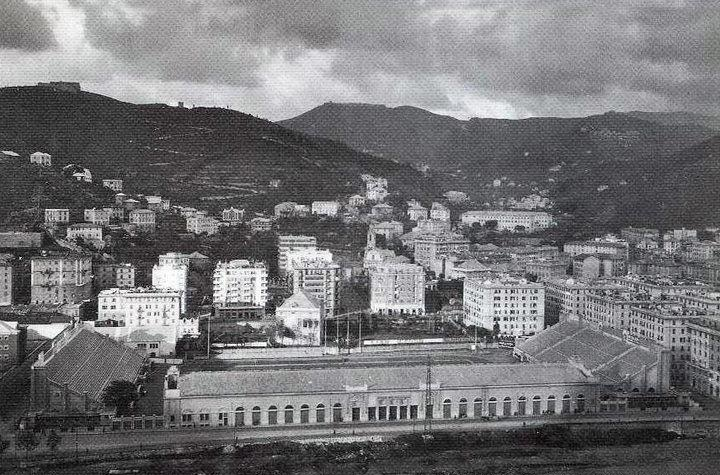
Lo stadio tra gli anni 20 e 30 del XX secolo

Domenica 14 alle ore 15 precise si svolgerà l'incontro tra la 1ª squadra del Genoa Club e la 1ª dell'F.B.C. Piemonte sul campo del Genoa Cricket a Marassi in via del Piano.
L'incontro avrà una particolare importanza anche perché verrà giuocato sul nuovo terreno che il Genoa Cricket in poco meno di un mese seppe allestire, infatti possiede due elegantissime tribune, alle spalle del Bisagno, completamente riparate dal sole, e potrà contenere al suo interno ben 25 000 spettatori.
Alla squadra del Piemonte che tanto si distinse in queste ultime partite vincendo l'Andrea Doria, toccherà di giuocare per la prima volta sul nuovo campo.
Il 22 gennaio 1911, in occasione della partita tra Genoa e Inter, lo stadio fu ufficialmente inaugurato con il nome di Campo Sportivo Genoa Cricket & Football Club di Via del Piano.
Il nuovo terreno di gioco sorgeva perpendicolare al vicino torrente Bisagno ed era adiacente parallelamente alla più antica Cajenna, il campo sportivo della Società Sportiva Andrea Doria, che, dal 1902, disputa i suoi incontri di calcio sull'infuocato campo situato a Marassi.
I due campi da gioco erano separati da uno steccato per il quale il Genoa riceveva dai cugini dell'Andrea Doria 1.000 lire di indennizzo più 200 lire annuali per la manutenzione.

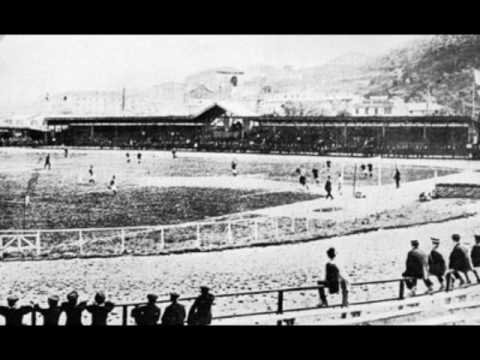
L'allora Campo di Via del Piano durante la prima partita -Internazionale il 22 gennaio 1911; è visibile intorno al campo il galoppatoio che verrà demolito nel 1926 e le due tribune con la copertura

Alla fine del 1926 la Cajenna fu dichiarata inagibile dal regime fascista. Il Genoa sfruttò l'occasione e, pagando l'Andrea Doria con un indennizzo di 20.000 lire (comprensive, però, del trasferimento del portiere Manlio Bacigalupo) entrò in possesso del terreno. Su questo spazio, a nord del campo genoano, si decise di costruire una delle due nuove gradinate in cemento. Sia perché realizzata per prima, sia per spregio ai rivali, questa divenne anche la nuova sede del tifo più caldo della tifoseria genoana.
I lavori per ingrandire lo stadio di via del Piano furono terminati ad inizio del 1933. In occasione dei festeggiamenti per il quarantennale del Genoa, il 1º gennaio 1933, venne inaugurato il nuovo stadio intitolato a Luigi Ferraris, capitano della squadra del Genoa, caduto durante la prima guerra mondiale. Davanti a più di 20.000 persone, essendo i lavori per la costruzione della seconda gradinata popolare a sud ancora da effettuare, la squadra rossoblù supera lo Young Boys per 3 a 1. Durante la cerimonia di intitolazione dello stadio fu sotterrata, in prossimità della porta di gioco situata sotto la Gradinata Nord, la sua medaglia d'argento al valor militare.

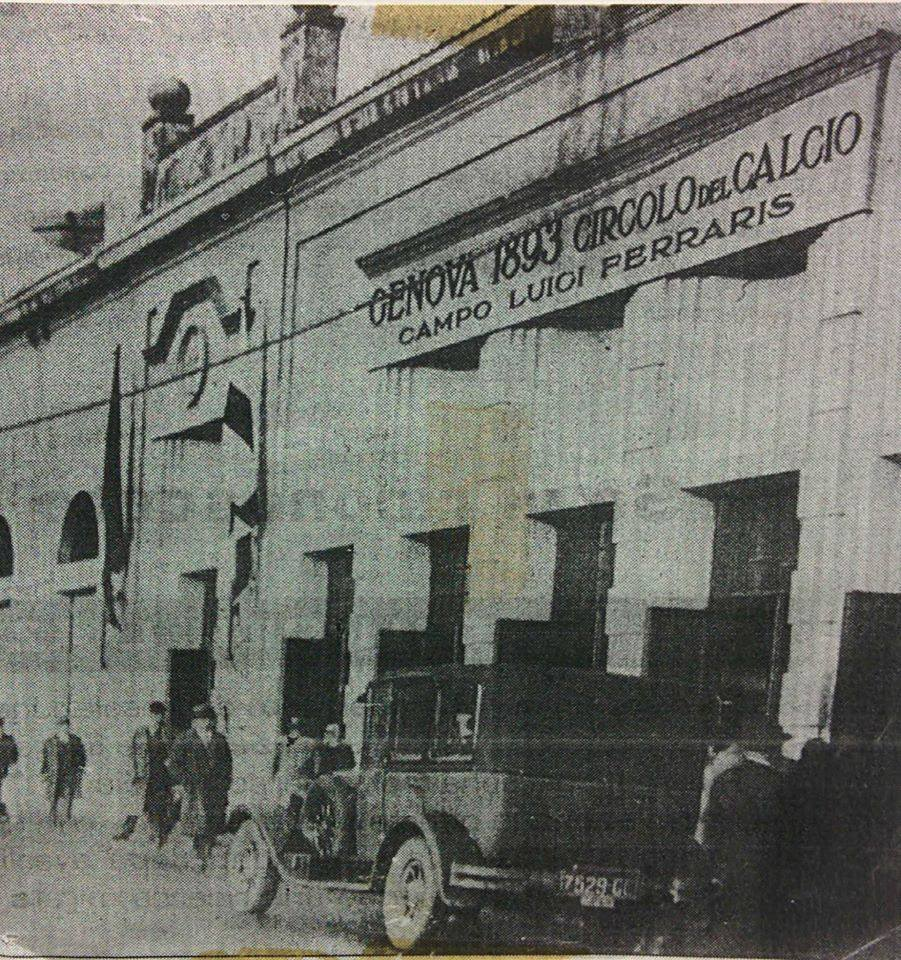
Biglietteria dello stadio dopo l'intitolazione a Luigi Ferraris del 1933; venne costruita nel 1926 ed è tuttora l'unica parte rimanente del vecchio stadio dopo i successivi lavori di rifacimento.

Il Luigi Ferraris con i nuovi lavori divenne uno degli stadi più moderni dell'epoca, passando dalla capienza iniziale di 20 000 a una nuova di 30 000 spettatori.
A tal motivo fu scelto per ospitare il 27 maggio 1934 la partita dei mondiali tra Spagna e Brasile terminata 3 a 1.
Per il Ferraris il record di spettatori in una partita di campionato appartiene al derby Genoa-Sampdoria 1-1 del 28 novembre 1982, undicesima giornata della Serie A 1982-83, quando si registrarono 57 815 presenze — 12 311 delle quali in quota abbonati — per un incasso di 506 547 000 lire dell'epoca.
Il record assoluto di affluenza fu registrato altresì il 27 febbraio 1949 in occasione dell'amichevole Italia-Portogallo 4-1, quando a gremire gli spalti dello stadio giunsero più di 60 000 spettatori per un incasso totale di circa 33 milioni di lire dell'epoca. Il record di abbonati per assistere alle partite disputate in questo Stadio appartiene al Genoa che, nel campionato di Serie A 2025-26, registra 28.101
```
tesserati.
```

Dopo la morte del portiere del Genoa Giovanni De Prà nel 1979, su sua espressa volontà il comune di Genova interrò di fianco al palo sotto la gradinata dei tifosi genoani una medaglia d'oro che il Guerin Sportivo aveva fatto coniare per il giocatore a ricordo della prestazione «eroica» nella partita disputata dalla nazionale italiana contro la Spagna.
È tuttavia sconosciuta la sorte di tale medaglia dopo la completa sostituzione del terreno di gioco nel 1989 per via dei lavori di rifacimento dell'impianto in occasione dei mondiali di calcio del 1990.
In occasione di tale evento lo stadio fu, settore dopo settore, demolito e ricostruito su progetto dell'architetto Vittorio Gregotti, il quale incontrò polemiche soprattutto per questioni legate alla visibilità, dal momento che i tifosi lamentavano che da alcuni angoli fosse difficile osservare il campo.
Per permettere alle due compagini cittadine di continuare a disputare a Marassi gli incontri interni, i lavori furono eseguiti per singoli settori e durarono 26 mesi (da luglio 1987 al settembre 1989).
Del vecchio stadio rimase soltanto l'ingresso della tribuna. Per il resto il nuovo Ferraris si presentava come un moderno stadio all'inglese, con gli spalti a ridosso del campo che potevano ospitare poco più di 40 000 spettatori. Lo stadio fu dotato di due maxi-schermi; i settori ospiti vennero costruiti nei Parterre, le parti inferiori delle Gradinate che non erano coperti dalla tettoia e di fronte alla Tribuna venne costruito un gazebo adibito a sala stampa per i Mondiali di Italia '90.
In seguito il Ferraris subì piccole modifiche che lo portarono a essere com'è oggi. Il gazebo, costoso da mantenere e praticamente inutilizzato, fu eliminato; i tifosi ospiti vennero spostati nelle gabbie poste ai due lati estremi della tribuna, adiacenti alle due gradinate (gabbia lato nord nelle partite casalinghe della Sampdoria, gabbia lato sud nelle partite casalinghe del Genoa); la capienza, in seguito all'inserimento di nuovi seggiolini per l'adeguamento ai parametri UEFA imposta per rendere possibile la partecipazione della Sampdoria alla Coppa UEFA nella stagione 2005-06 fu ridotta a poco più di 38 000 unità; capienza che si ridusse ulteriormente per l'installazione di nuovi seggiolini e per l'eliminazione delle prime file per essere in regola con le norme di visibilità e sicurezza obbligatorie per la partecipazione della Sampdoria alla UEFA Champions League del 2010–2011, scongiurando l'ipotesi di dover giocare le proprie partite fuori da Genova.

Il derby della Lanterna del 13 marzo 1977: s'intravede il settore Distinti del vecchio stadio (ancora senza copertura) con, sullo sfondo, i caseggiati di Marassi.

Nel 2001 si ebbe l'installazione di grate d'acciaio e tornelli nel perimetro esterno dello stadio, per permettere il regolare svolgimento delle gare nel rispetto delle nuove linee guida di sicurezza imposte dalle leggi (decreto Amato) vigenti in Italia.
I nuclei caldi delle due tifoserie di Genova risiedono storicamente nelle due gradinate: la Nord per i tifosi rossoblù e la Sud per i tifosi blucerchiati.
Il 28 aprile 2004 Roberto Baggio ha giocato nello stadio l'ultima partita con la nazionale contro la Spagna che si è conclusa 1-1 con i gol di Christian Vieri e di Fernando Torres.
Il 28 maggio 2011 è stata celebrata una festa per i cento anni dello stadio organizzato dal club genoano "Figgi do Zena" e per festeggiare il centenario si è giocata la partita tra nazionale stilisti e ex giocatori genoani.
Il 29 febbraio 2012 al Ferraris viene disputata una amichevole contro gli Stati Uniti in vista degli Europei di calcio di Polonia e Ucraina finita 0-1 a favore degli statunitensi grazie a un goal di Dempsey che porta quindi per la prima volta la formazione statunitense a battere l'Italia.
Il 7 marzo 2023 il Consiglio Comunale di Genova ha dato il via libera per interrare una copia della medaglia del portiere del Genoa Giovanni De Prà interrata nel 1979 e scomparsa nel 1989 vicino alla porta della Gradinata Nord.
La medaglia è stata interrata nel pre-partita di Genoa-Bari il 19 maggio 2023 davanti alla Gradinata Nord.

## Episodi di cronaca
Il 29 gennaio 1995, prima della partita di campionato Genoa-Milan della stagione 1994-1995, il tifoso genoano Vincenzo Spagnolo fu accoltellato ed ucciso dal tifoso milanista Simone Barbaglia all'esterno dello stadio, nei pressi della Gradinata Nord, culla del tifo caldo genoano. Quel giorno ci furono gravissimi scontri che durarono anche nella notte, durante la quale le forze dell'ordine faticarono a impedire il contatto tra i tifosi rossoblù e quelli rossoneri, che restarono fino a tarda notte chiusi nello stadio per motivi di sicurezza. In memoria di Vincenzo Spagnolo è stata apposta una targa sul monumento costituito da 11 massi, impilati in verticale, eretto alla fine dei lavori di ricostruzione dello stadio per i Mondiali di Italia '90, in memoria degli 11 operai deceduti sui cantieri degli stadi italiani in rifacimento per quell'evento mondiale, collocato davanti all'entrata delle Tribune vicino alla Gradinata Nord. Nell'agosto 2007, a seguito del ritorno in A del Grifone, la trasferta fu vietata ai tifosi milanisti per timore di nuovi incidenti.
Il 12 ottobre 1999, all'inizio del secondo tempo della gara tra Sampdoria e Bologna valida per la Coppa Italia, il portiere della squadra emiliana Gianluca Pagliuca, ex giocatore anche della stessa Sampdoria, venne colpito da un lancio di arance, bottigliette e oggetti di vario tipo da parte dei tifosi blucerchiati della Gradinata Sud. La partita venne sospesa per circa un quarto d'ora per poi riprendere, ma il lancio di oggetti riprese, questa volta con rubinetti divelti dai bagni dello stadio. Il giudice sportivo decretò lo 0-2 a tavolino per il Bologna e la Sampdoria dovette scontare sei giornate di squalifica del campo di Marassi.
Il 12 ottobre 2010, in occasione della partita di qualificazione agli europei del 2012 tra Italia e Serbia, lo stadio fu teatro di una serie di scontri causati dai tifosi ultranazionalisti serbi. La partita cominciò con 35 minuti di ritardo a causa del lancio di una serie di fumogeni; dopo il calcio d'inizio furono lanciati altri razzi, uno dei quali sfiorò il portiere italiano Emiliano Viviano e un altro il terzino Gianluca Zambrotta, quindi l'arbitro, lo scozzese Craig Thomson, decretò la sospensione definitiva della partita dopo soli 6 minuti di gioco; in seguito venne decretato il 3-0 a tavolino per l'Italia. Gli scontri con gli ultras serbi costarono 18 feriti, 35 denunciati e 138 persone identificate, con l'arresto del capo ultrà, Ivan Bogdanov, 29 anni. Bogdanov, che si era già reso responsabile di altri disordini di questo tipo, venne condannato a 3 anni e 3 mesi di reclusione.
Il 22 aprile 2012 la partita di campionato Genoa-Siena fu sospesa all'ottavo minuto del secondo tempo, sul punteggio di 0-4 per i toscani, a causa di un centinaio di ultras genoani che, infuriati per l'ennesima prestazione scadente del Genoa in campo durante l'annata in corso, dalla Gradinata Nord fecero irruzione spostandosi nei Distinti, da dove continuarono ad inveire contro i giocatori della propria squadra; ci furono momenti di grande tensione quando una decina di tifosi scavalcarono le vetrate per prendere posizione sopra il tunnel di ingresso delle squadre ed iniziarono a insultare e minacciare i calciatori del Genoa, che furono costretti a togliersi maglietta e pantaloncini e a deporli a bordo campo, venendo accusati di essere non degni di indossarli. L'unico giocatore della squadra ligure che non si sottomise alla tifoseria fu il centrocampista Giuseppe Sculli, all'epoca in stretti rapporti con le frange estreme dei supporters rossoblù, il quale riuscì a trattare con essi ed a trovare un accordo per far riprendere il gioco. La gara quindi riprese dopo 40 minuti di stallo e terminò 1-4; il Genoa fu poi costretto a giocare le restanti ultime due partite casalinghe della stagione a porte chiuse.

## Caratteristiche

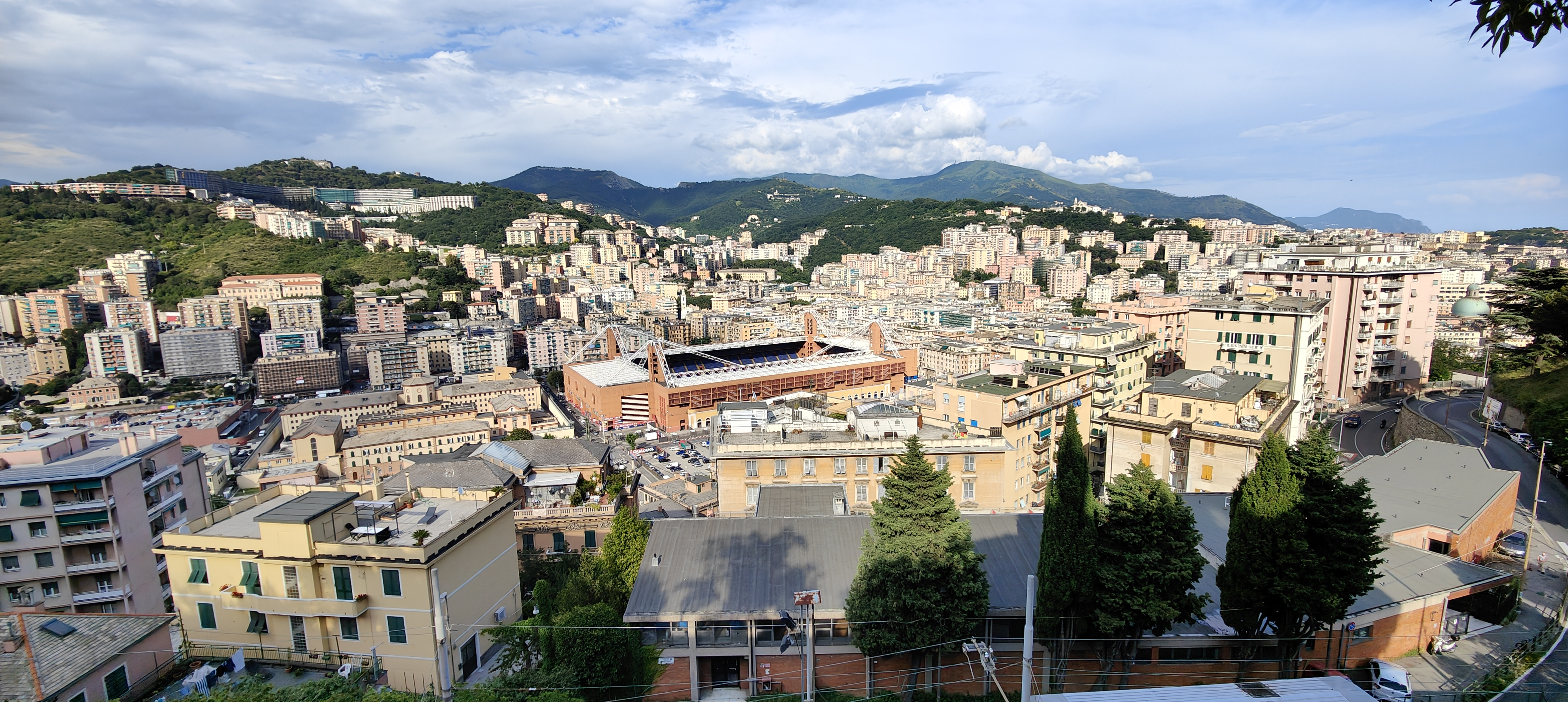
Lo stadio visto da un treno della ferrovia Genova-Casella in viaggio sulle alture del capoluogo ligure

Il terreno misura 105 metri di lunghezza per 68 metri di larghezza. Lo stadio, uno dei più antichi esistenti e considerato uno dei più suggestivi e adatti al gioco del calcio, dispone di attrezzature all'avanguardia, sale stampa, spogliatoi, servizi per il pubblico, tabelloni luminosi e impianto d'illuminazione artificiale. La classificazione internazionale è UEFA 3, pertanto può essere impiegato per competizioni nazionali e internazionali come UEFA Champions League e UEFA Europa League, ma non può ospitare le finali di tali competizioni, che devono obbligatoriamente svolgersi in impianti di categoria UEFA 4 (che in Italia sono in tutto quattro, cioè il Meazza di Milano, i torinesi Olimpico e Juventus Stadium e l'Olimpico di Roma).
Le “tolleranze” derogate del Ferraris sono: i servizi igienici, che sono la metà di quelli necessari e alcuni sono alla turca (non previsti dall'UEFA); gli spazi esterni per parcheggi, che non sono sufficienti; la distanza fra le panchine e il rettangolo di gioco, che è inferiore al valore minimo di 5 metri.
È situato a circa:
- 1 km dalla stazione ferroviaria di Genova Brignole
- 4 km dalla stazione ferroviaria di Genova Piazza Principe
- 1 km dall'uscita autostradale Genova Est
- 7 km dall'uscita autostradale Genova Ovest
- 7 km dall'uscita autostradale Genova Nervi
- 11 km dall'uscita autostradale Genova Aeroporto
- 100 m dalle più vicine fermate delle linee di trasporto pubblico urbano AMT

## Settori e capienza standard

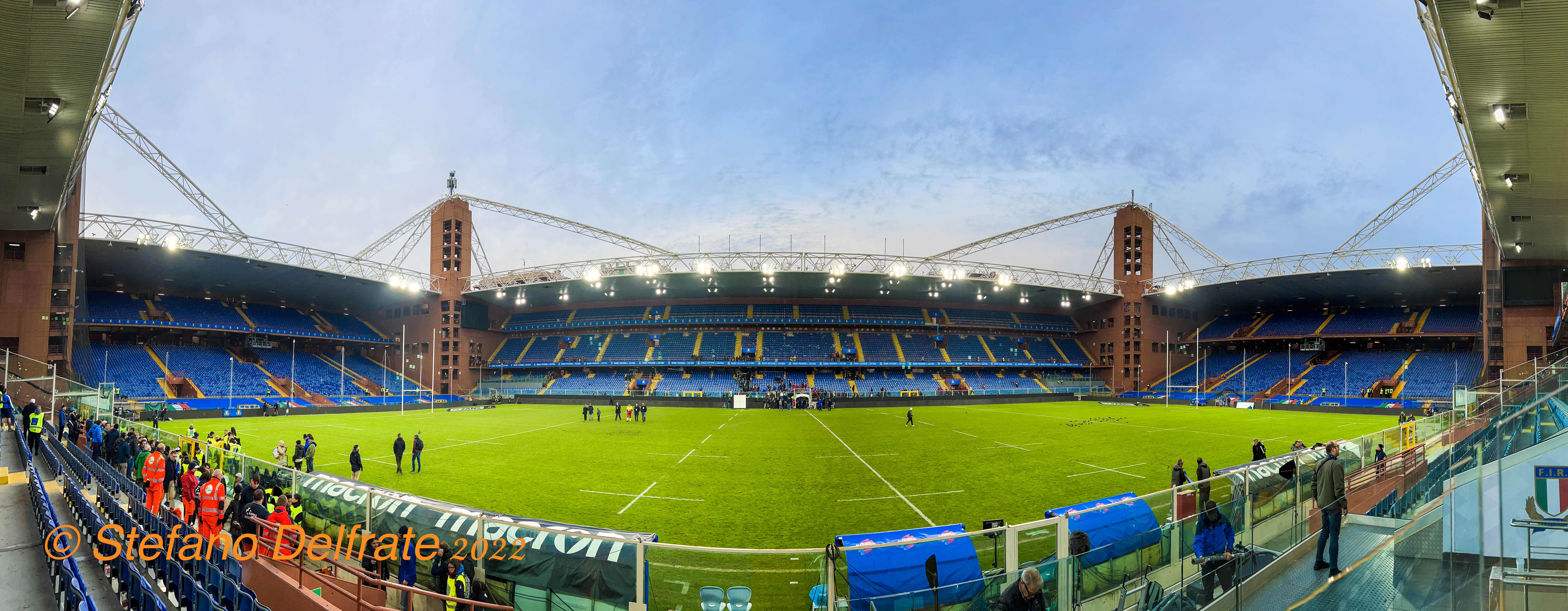
Vista interna dell'impianto dalla Tribuna.

La capienza dello stadio è così distribuita secondo la configurazione standard:
| Settore                        | Capienza |
| ------------------------------ | -------- |
| Distinti                       | 8.781    |
| Tribuna                        | 1.841    |
| Gradinata Nord                 | 9.104    |
| Gradinata Sud                  | 9.232    |
| Settori ospiti Nord            | 2.067    |
| Settori ospiti Sud             | 2.067    |
| Settore disabili               | 113      |
| Totale configurazione standard | 33.205   |

### Progetti di ammodernamento e di privatizzazione
Con l'inizio della presidenza Garrone, la Sampdoria iniziò a maturare l'idea della costruzione di un nuovo stadio, considerando le criticità dell'antico impianto di Marassi insormontabili per trasformarlo in un moderno impianto in grado di essere autosufficiente sotto il profilo economico e rispettoso di tutte le normative di sicurezza che il Ferraris, a causa della forte urbanizzazione della zona di Marassi, non poteva superare, se non tramite una deroga firmata settimanalmente dal Sindaco di Genova in carica. Si aprì così un dibattito nel capoluogo ligure sulla necessità di una nuova struttura e sulla possibile localizzazione di essa. Si arrivò quindi, nel 2007 alla presentazione del progetto finale di un nuovo stadio nell'area della marina di Sestri Ponente.
La possibilità di abbandonare il Ferraris creò molte voci contrarie all'interno delle due tifoserie cittadine: i Genoani consideravano il Ferraris come casa loro in quanto erede del campo del 1911; i Sampdoriani, vedevano lo stadio a Marassi come un segno di continuità con l'Andrea Doria ma, soprattutto, nel nuovo Ferraris videro la vittoria dello Scudetto del 1991, anche se, a differenza dei cugini rossoblù erano pronti a discuterne in caso di reali vantaggi a livello sportivo.
Il comune di Genova colse così l'occasione per mettere in vendita lo stadio Luigi Ferraris di Marassi tramite un bando pubblico internazionale. La speranza del Comune era quella di raggiungere la cifra di 36 milioni di euro. La Sampdoria, nel pieno di un difficilissimo iter burocratico che l'avrebbe dovuta portare all'inizio della costruzione di un nuovo impianto, si fece subito da parte come era nelle aspettative del Comune; sorprese invece la scelta del Genoa di non presentare alcuna offerta, dato che considerava la cifra troppo alta per un impianto dagli elevati costi gestionali. Lo stadio rimase così di proprietà comunale.
Con la possibile candidatura dell'Italia come paese ospitante degli Europei 2012, il progettò del nuovo stadio di Sestri caldeggiato dalla dirigenza doriana tornò prepotentemente in auge. Inizialmente sia la giunta comunale, sia il Presidente dell'altra compagine cittadina, Enrico Preziosi, apparvero scettici ma per non rischiare di essere esclusa dalle città candidate, il sindaco, con l'appoggio del presidente del Genoa decise di sostenere l'idea del presidente blucerchiato Riccardo Garrone. Dello stesso avviso, però, non era l'ENAC che si rifiutò di cedere quell'area considerata dall'ente importante per un futuro sviluppo dell'Aeroporto di Genova.
Il no dell'ENAC aprì nuovi scenari. Il sindaco propose l'area dell'ex-Colisa in zona Campi; il presidente della Sampdoria Garrone considerava irrinunciabile per una buona riuscita del suo progetto l'area di Sestri; il presidente del Genoa, invece, sotto le pressioni della tifoseria si defilò col tramontare dell'ipotesi dello stadio progettato da Garrone.
Il 16 ottobre 2009 arrivò il diktat della Federazione: in caso di mancata presentazione di un progetto valido per un nuovo impianto, nessuna candidatura per Genova. La FIGC considerava incompatibile lo Stadio Ferraris con i parametri UEFA necessari a una città candidata. L'obiettivo dei dirigenti federali era quello di dare un impulso forte allo stallo creatosi sulla questione stadio a Genova, nella speranza di convincere il Sindaco Marta Vincenzi ad aprirsi anche alla possibilità di due impianti, uno privato di proprietà della Sampdoria che sarebbe stato candidato e uno momentaneamente comunale.
Il 12 novembre 2009, nonostante la FIGC avesse già scartato l'ipotesi di ristrutturazione dell'impianto per insormontabili limiti di sicurezza, la Fondazione Genoa 1893 presentò un proprio progetto, che, a detta dei promotori dell'iniziativa, avrebbe reso lo stadio Luigi Ferraris conforme alle normative UEFA.
Il progetto fu sottoposto a entrambe le società sportive genovesi e prevedeva 26 000 m² di spazi esterni con una nuova e scenografica piastra sopraelevata, 39 000 m² di parcheggi complessivi, 4 nuove torri, 28 nuovi skybox e la creazione di un parco urbano di 18 000 m², con conseguente riqualificazione urbanistica del quartiere di Marassi.
Venne garantito il rispetto della "capienza per incontri internazionali" di 33 000 posti e il costo stimato del progetto si attestava su una cifra inferiore a 50 milioni di euro.
La FIGC non prese in considerazione il progetto, non trovandolo adeguato ai parametri chiesti per partecipare a una competizione europea, e nel dicembre 2009 la città di Genova, in grave ritardo sulla progettazione di un impianto a norma, ritirò ufficialmente la propria candidatura.
La questione stadio fu così accantonata per qualche tempo, per poi tornare d'attualità all'improvviso nell'estate del 2011. La Sampdoria, sotto la nuova gestione di Edoardo Garrone, figlio di Riccardo, accantonata l'ipotesi del nuovo stadio dopo le gravi difficoltà burocratiche incontrate, arriva a un accordo con il Genoa per farsi carico insieme della gestione dello stadio, affidando la parte commerciale a un'azienda specializzata del settore, l'Impresa Tre Colli. Quando sembrava essere arrivati finalmente alla firma dell'accordo con il Comune, il cambio di idea dei dirigenti del Genoa vanificò la trattativa, facendo tramontare per l'ennesima volta la privatizzazione del Luigi Ferraris.
Dal 1º dicembre 2012 lo stadio è gestito dal Consorzio di Società private Stadium formato da Best Union, Unifica, Costa Edutainment e Stadia; l'affido, avvenuto con procedura a evidenza pubblica, è stato curato dalla partecipata del Comune di Genova Sportingenova S.p.A. in liquidazione, proprietaria dello Stadio Luigi Ferraris.
Nell'estate del 2015 viene rifatto per intero il manto erboso, naturale ma rinforzato da una base sintetica, con un costo complessivo di quasi 1,2 milioni di euro equamente diviso tra Genoa e Samp che succedono a Consorzio Stadium nella gestione dell'impianto con la costituzione di una società congiunta. L'impianto di drenaggio anti-pioggia è creato dalla Mapei con la tecnologia Mapesoil già adottata nel Mapei Stadium di Reggio Emilia.
Nel luglio del 2018 l'Agenzia del Territorio ha comunicato che l'impianto di Marassi vale, secondo l'esito peritale, 18 milioni di euro. Una netta distanza rispetto ai 7 milioni di valutazione congiunta indicati da Genoa e Sampdoria nel gennaio dello stesso anno.

## Incontri

### Calcio

#### Prima partita giocata
| Genova 22 gennaio 1911                               | Genoa     | 1 – 2        | Inter | Campo di Via del Piano |
| \| \| \| \| \| Davis \| Marcatori \| Peterly Aebi \| |           |              |       |                        |
|                                                      |           |              |       |                        |
| Davis                                                | Marcatori | Peterly Aebi |       |                        |

#### Prima partita ufficiale
| Arbitro: | Navarro di Marsiglia |

|  |           |         |
|  | Marcatori | Peruzzo |

#### Partita con più spettatori
| Arbitro: | Victor Sdez |

|                                                  |           |              |
| Menti 57’ Carapellese 67’ Mazzola 75’ Maroso 81’ | Marcatori | 21’ Lourenço |

#### Partita di campionato con più spettatori
| Arbitro: | Agnolin (Bassano del Grappa) |

|             |           |            |
| Fiorini 80’ | Marcatori | 9’ Mancini |

#### Coppa Italia/Supercoppa Italiana
Oltre agli incontri casalinghi di Genoa e Sampdoria, lo stadio, a livello di sfide fra club, ha ospitato le finali in gara unica della Coppa Italia 1935-1936, vinta dal Torino sull'Alessandria, e della Supercoppa italiana 1991, vinta dalla Sampdoria sulla Roma.

#### Nazionali
A tutto il 2023, la nazionale maschile di calcio dell'Italia ha disputato 22 incontri presso lo stadio Luigi Ferraris, di cui quattordici amichevoli, tre partite di Coppa Internazionale tra il 1953 e il 1958, due partite di qualificazione ai Mondiali e tre partite di qualificazione agli Europei.
Il saldo ammonta a 15 vittorie, 6 pareggi e una sconfitta per gli azzurri.
La nazionale femminile invece ha disputato due incontri nello stadio, ossia l'amichevole contro la Danimarca (vinta 1-0 nel 2005) e l'amichevole contro il Brasile (persa 0-1 nel 2022).

#### Mondiali di calcio
Lo stadio ha ospitato due edizioni dei campionati mondiali di calcio disputati in Italia, i mondiali 1934 e i mondiali 1990:

##### Gare ospitate durante il Mondiale 1934
- Spagna -  Brasile 3-1 (ottavi di finale) il 27 maggio

##### Gare ospitate durante il Mondiale 1990
- Costa Rica -  Scozia 1-0 (gruppo C) l'11 giugno
- Svezia -  Scozia 1-2 (gruppo C) il 16 giugno
- Svezia -  Costa Rica 1-2 (gruppo C) il 20 giugno
- Irlanda -  Romania 5-4 ai rigori (ottavi di finale) il 25 giugno

### Rugby
In particolare è stato per un certo periodo di tempo uno degli stadi preferiti per le partite internazionali della nazionale italiana di rugby, viste le peculiari caratteristiche all'inglese dell'impianto, tipiche dei campi da rugby ma successivamente la Federazione Italiana Rugby assunse la gestione ufficiale dello Stadio Flaminio di Roma con cui il Luigi Ferraris era fino all'ultimo in ballottaggio.

Ecco i principali incontri di rugby disputati:
| 16 novembre 1986 | Italia | 14 – 16 | Unione Sovietica |  |

| 30 gennaio 1999 | Italia | 24 – 49 | Francia |  |

| 25 novembre 2000 | Italia | 19 – 56 | Nuova Zelanda |  |

| 17 novembre 2001 | Italia | 26 – 54 | Sudafrica |  |

| 23 novembre 2002 | Italia | 3 – 34 | Australia |  |

| 19 novembre 2005 | Italia | 22 – 39 | Argentina |  |

| 14 novembre 2014 | Italia | 18 – 20 | Argentina |  |

| 19 novembre 2022 | Italia | 21 – 63 | Sudafrica |  |

| 17 novembre 2024 | Italia | 20 – 17 | Georgia |  |

## Concerti
L'11 giugno 1980 si è esibito Lou Reed. Il 29 giugno sempre del 1980 Edoardo Bennato. L'11 giugno 1999 al Luigi Ferraris si è esibito Bruce Springsteen, nell'ultima tappa italiana del Reunion Tour. L'8 luglio 2000 si esibisce al Ferraris Luciano Ligabue, tappa del tour 1990-2000: 10 anni sulla mia strada. Il 20 giugno 2004 lo stadio ha ospitato una tappa del Buoni o Cattivi Tour di Vasco Rossi, il quale si era già esibito al Ferraris nel 1996 e nel 1999.
Nel luglio del 1986 si è esibito un altro grande cantautore italiano, Claudio Baglioni, il quale aveva già tenuto due concerti nell'estate del 1982 e del 1985, rispettivamente per il tour Alé-oó e La vita è adesso.
Il 4 settembre 2003 e il 9 settembre 2007 si sono tenuti due concerti benefici dei Buio Pesto. Al Luigi Ferraris inoltre hanno tenuto concerti Miguel Bosé, Lucio Dalla con Francesco De Gregori, Frank Zappa, Joe Cocker, Pino Daniele e Fabrizio De André.
Il 29 ottobre 2014 il cantante inglese di origine italiana Jack Savoretti ha cantato e registrato il video del singolo Home dell'album del 2015 Written In Scars prima della partita Genoa-Juventus.

## Altri eventi
Nel 2008 è stato girato al suo interno parte del videoclip del brano musicale Alla mia età, scritto ed interpretato da Tiziano Ferro.
Nel 2011 al Luigi Ferraris si è svolta una puntata in esterna del programma MasterChef Italia dove 12 aspiranti cuochi partecipanti al programma hanno cucinato per 40 bambini delle scuole calcio di Genoa e Sampdoria.
Nel 2023 il cantante genovese e tifoso rossoblù Bresh ha ambientato al Ferraris e nel centro storico di Genova, con i tifosi genoani, il videoclip del brano Guasto d'amore.
Nel 2025 Alfa e Manu Chao hanno registrato alcune scene del videoclip di A me mi piace al Ferraris